# 長崎派
長崎派（ながさきは）とは、江戸時代の鎖国体制下において、オランダ・清朝との交渉があった長崎で生まれた、諸画派の総称である。

## 概要
この諸画派は、漢画派（北宗画派）・黄檗派・南蘋派・南宗画派（文人画派）・洋風画派・長崎版画の6つに分けられる。
長崎を通じて流入した新様式が、上方や江戸の画壇に広まり、新興絵画を生む契機となった。とりわけ南蘋派の影響は大きく、写実性を追求する姿勢が芽生えた。

## 歴史
長崎には、頻繁に画僧・画人が清朝から渡来した。正保年間（1644-48年）、黄檗僧逸然性融の来日が嚆矢となり、以後沈南蘋・伊孚九・費漢源などが来日した。
鎖国後の絵画史は以下の2つの時期に分けられる。
- 第1期：ポルトガル人退去後、明末清初（17世紀中頃から終わり）の戦乱を逃れて、亡命した中国人によってもたらされた中国文化、とりわけ黄檗文化が伝播した時期。
- 第2期：19世紀初頭の文化文政期に、唐絵目利の画家や町民画家[要検証 – ノート]と清朝の画風が混ざり合って相互に影響した時期。

200年以上にわたり、海外からの文化を真っ先に受けた長崎の特異な土壌が、長崎派を形成した。しかし開国後は、南宗画（文人画）系の祖門鉄翁・木下逸雲らが人気を博したものの、長崎派はしだいに衰え、明治に入り、その役割を終えた。

## 各画派

### 漢画派（北宗画派）
この画派は長崎漢画もしくは唐絵と呼ばれ、主に明清画の影響が色濃い。宋元代の絵画様式を模倣した、室町時代の水墨画とは別系統の漢画である。
1642年（正保2年）に来日した黄檗僧逸然性融は、長崎漢画の祖と呼ばれ、羅漢・達磨・布袋像などの道釈人物画を多く描いた。逸然以前にも范道生・陳璜・陳玄興といった渡来画人が作画している。また陳賢の道釈人物図が、渡来僧によって幾たびか持ち込まれた。逸然の門弟に河村若芝・渡辺秀石などが育ち、北宗画風の漢画を善くした。逸然のほかにも絵画をたしなむ黄檗僧は多く、この画派は長崎派の主流とされる。河村若芝は一家をなし、門下に上野若元・山本若麟・牛島若融らがつらなり幕末まで続いた。

### 黄檗派
黄檗宗の渡来僧がもたらした黄檗美術のうちでも、頂相は、濃厚な色彩表現と顔貌の正面性、その陰影法に特徴がある。これは明代に江南地方で活躍した肖像画家曽鯨の流れを汲む様式である。隠元が日本にもたらした「費隠通容像」は、曽鯨の門弟のひとり張琦の作で、当時の画家に衝撃をもって迎えられた。同じく曽鯨門とされる楊道真は隠元に随行してきた画人で、主に隠元像を手がけた。その弟子となった喜多長兵衛は隠元・木庵・即非頂相を中心に制作した。道矩の子の喜多元規は黄檗派の代表格に挙げられ、黄檗僧に限らず、在留唐人や大名など各地に200以上の肖像画を残している。「隠元禅師像」・「独立和尚像」・「鍋島直条像」などがある。黄檗画像の表現法は、のちの鶴亭や片山楊谷などが受け継がれ南蘋派などと混交して独特の画法を生んだ。またその写実的表現は長崎版画（長崎絵）にも影響を与えた。

### 南蘋派
1731年享保16年に来日した、清朝の画家沈南蘋と、その一派による画派。細密な彩色花鳥画に特長がある。円山応挙や伊藤若冲など新興の画家の台頭を惹起した。

### 南宗画派（文人画派）
1720年（享保5年）に伊孚九が来舶し、長崎に南宗画を伝えた。池大雅・桑山玉洲などの多くの画家が私淑した。続いて1734年（享保19年）に来日した費漢源、張秋穀（1786年・天明6年）、江稼圃（1804年・文化元年）と合わせて来舶四大家と呼ばれる。このほかにも宋紫岩・徐雨亭・陳逸舟など多くの清人が長崎に南宗画を伝えている。別系統で日本に伝わっていた南画と渾然一体となり、全国に広まっていった。長崎の南宗画派からは幕末に鉄翁祖門・木下逸雲などの文人画家を輩出した。

### 洋風画派
オランダ人によって西洋画法が持ち込まれるなどして、他に先駆けて生島三郎左や野沢久右衛門などの、蛮流と呼ばれる初期の洋風画家が誕生している。その後、18世紀後半に若杉五十八、ついで荒木如元・石崎融思、シーボルトのお抱え絵師である川原慶賀などが現れた。

### 長崎版画
1645年（正保2年）に刊行された木版画『万国総図』が知られるが、初期のものは大半が作者不明である。およそ安永 (元号)、天明年間（1772-1789年）頃から作品の数が増加し始め、最盛期は文化文政期（1804-30年）であった。大半は唐人屋敷に住んでいた唐人、出島屋敷に住んでいたオランダ人を描いたものである。

## 長崎に遊学した主な画家
- 平賀源内
- 建部凌岱
- 彭城百川
- 釧雲泉
- 石川侃斎
- 司馬江漢
- 春木南湖
- 十時梅厓
- 谷文晁
- 田能村竹田
- 浦上玉堂
- 浦上春琴
- 貫名菘翁
- 帆足杏雨
- 谷口藹山
- 富岡鉄斎
- 行徳玉江
- 滝和亭
- 納富介次郎
- 粥川伸二

## 一次史料
- 『崎陽画家略伝』（著者不詳）
- 渡辺秀実『長崎画人伝』
- 荒木千洲『続長崎画人伝』
- 朝岡興禎編『長崎画系』
- 西川如見『長崎夜話草』1719年（享保4年）
- 虞千里『長崎先民伝』1731年（享保16年）